# ラシディ・イエキニ
ラシディ・イエキニ （Rashidi Yekini, 1963年10月23日 - 2012年5月4日）は、ナイジェリア・カドゥナ出身の同国代表のサッカー選手。ポジションはFW。
体格に恵まれ、抜群の走力を併せ持ち、パワフルなプレイが持ち味のストライカーであった。
20年以上のプロキャリアの中で母国ナイジェリアを始め9ヶ国でプレーし、他国では特にコートジボワールのアフリカ・スポールとポルトガルのヴィトーリアFCで活躍した。
ナイジェリア代表としては、FIFAワールドカップ2回、アフリカネイションズカップ5回出場。58試合37得点で通算最多得点を記録し、ワールドカップで代表史上初得点を挙げた。また、アフリカ年間最優秀選手賞に1度輝いている。

## クラブ経歴
カドゥナに生まれたイエキニは、ナイジェリア・プレミアリーグでプロキャリアを始めると、アフリカ・スポールでプレーするためにコートジボワール・プレミア・ディビジョンへ移動した。そこから、1990-91シーズンにポルトガルのヴィトーリアFCへ移籍。クラブは同シーズンに2部へ降格するが、1991-92に22得点、1992-93シーズンにはキャリア最高となる32試合34得点と2シーズン連続で得点王になる活躍で1部に引き上げ、1993-94シーズンにチームは6位と躍進し、自身は21得点で得点王のタイトルを獲得。さらに、アフリカ年間最優秀選手賞に輝いた。この活躍にサポーターは「怪物 (Fenómeno)・黒い神 (Deus Negro)・黒い真珠 (Pérola Negra) 」の愛称で呼んだ。
1994年夏、オリンピアコスFCに移籍するも同僚と上手くいかず退団。スペインのスポルティング・デ・ヒホンでの僅かな滞在を経てヴィトーリアFCに復帰するも、かつての輝きを取り戻すことは出来ず、その後はアフリカ・スポールに復帰するまでFCチューリッヒ、CAビゼルティン、アル・シャバブ・リヤドとプレーするチームと国を1シーズンごとに変更しながら渡り歩いた。2003年39歳の時にジュリアス・バーガーFC（現：ブリッジ・ボーイズFC）と契約し、母国へ復帰した。
2005年、代表で同僚だったモビ・オパラクと共にゲートウェイ・ユナイテッドFCと契約。41歳の高齢で現役復帰したことから周囲を驚かせた。同年に引退し、イエキニが着用していた背番号9も引退扱いとなった。

## 代表経歴
ナイジェリア代表として58試合に出場し、通算最多得点となる37得点を記録。
FIFAワールドカップに1994 FIFAワールドカップ・1998 FIFAワールドカップと2度出場。1994年大会のグループリーグ初戦ブルガリア戦で前半43分に代表史上初得点を記録し、3-0で勝利した。アフリカネーションズカップには5度出場し、オランダ人のクレメンス・ヴェステルフェルト監督の下で出場したアフリカネイションズカップ1994では、5得点を挙げる活躍を見せチームを優勝に導いた。また、この大会では得点王・ベストイレブンのみならず最優秀選手にも輝いた。
1988年には、ソウルオリンピックに出場した。

## 死去
2010年から精神的な病を患い、2012年5月4日にイバダンで病のために急逝したことが報じられ、代表で共にプレーしたムティウ・アデポジュとイケ・ショルンムが事実確認をした。48歳没。

## 代表歴

### 出場大会
- ナイジェリア代表
  - 1994 FIFAワールドカップ
  - 1998 FIFAワールドカップ

### 試合数
- 国際Aマッチ 59試合 36得点（1983年-1998年）[9]

| ナイジェリア代表 | 国際Aマッチ | 国際Aマッチ |
| 年               | 出場        | 得点        |
| ---------------- | ----------- | ----------- |
| 1983             | 1           | 0           |
| 1984             | 4           | 0           |
| 1985             | 4           | 2           |
| 1986             | 0           | 0           |
| 1987             | 1           | 0           |
| 1988             | 8           | 2           |
| 1989             | 0           | 0           |
| 1990             | 6           | 3           |
| 1991             | 1           | 4           |
| 1992             | 7           | 7           |
| 1993             | 8           | 9           |
| 1994             | 12          | 8           |
| 1995             | 0           | 0           |
| 1996             | 1           | 0           |
| 1997             | 0           | 0           |
| 1998             | 6           | 1           |
| 通算             | 59          | 36          |

## タイトル

### 代表
ナイジェリア代表
- アフリカネイションズカップ : 1994

### クラブ
シューティング・スターズSC
- ナイジェリア・プレミアリーグ : 1983
- ナイジェリアFAカップ（英語版）: 1985, 1987

アフリカ・スポール
- コートジボワール・プレミア・ディビジョン : 1988, 1989, 1999
- クープ・デ・コートジボワール・デ・フットボール（英語版）: 1989, 1999
- クープ・ウフェ・ボワニ（英語版）: 1988, 1989

### 個人
- アフリカ年間最優秀選手賞 : 1993 (CAF選定)
- アフリカネイションズカップ得点王 : 1992, 1994
- アフリカネイションズカップ最優秀選手賞 : 1994
- アフリカネイションズカップベストイレブン : 1992, 1994
- スーペル・リーガ得点王 : 1993-94
- リーガ・デ・オンラ得点王 : 1991-92, 1992-93